# 앨버트 타일러

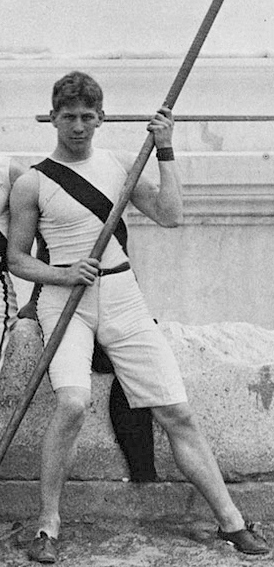

앨버트 클린턴 타일러(영어: Albert Clinton Tyler, 1872년 1월 4일 ~ 1945년 6월 25일)는 미국의 육상 선수이다. 그는 아테네에거 열린 1896년 하계 올림픽에 참가했다.
타일러는 장대높이뛰기 종목에 참가했다. 그는 3.20m를 뛰어서 팀동료인 웰스 호이트가 세운 3.30m에 이어서 2위를 차지했다.